# Старий Тарг (гміна)
Гміна Старий Тарг (пол. Gmina Stary Targ) — сільська гміна у північній Польщі. Належить до Штумського повіту Поморського воєводства.
Станом на 31 грудня 2011 у гміні проживало 6485 осіб.

## Територія
Згідно з даними за 2007 рік площа гміни становила 141.04 км², у тому числі:
- орні землі: 81.00%
- ліси: 9.00%

Таким чином, площа гміни становить 19.30% площі повіту.

## Населення
Станом на 31 грудня 2011:
| Опис     | Загалом | Загалом | Чоловіки | Чоловіки | Жінки | Жінки |
| -------- | ------- | ------- | -------- | -------- | ----- | ----- |
| одиниця  | осіб    | %       | осіб     | %        | осіб  | %     |
| все      | 6485    | 100     | 3278     | 50.55    | 3207  | 49.45 |
| міське   | 0       | 100     | 0        |          | 0     |       |
| сільське | 6485    | 100     | 3278     | 50.55    | 3207  | 49.45 |

## Сусідні гміни
Гміна Старий Тарг межує з такими гмінами: Дзежгонь, Мальборк, Міколайкі-Поморське, Старе Поле, Штум.